# Rob, Velike Lašče
Rob este o localitate din comuna Velike Lašče, Slovenia, cu o populație de 60 de locuitori.